# Persecució dels pagans

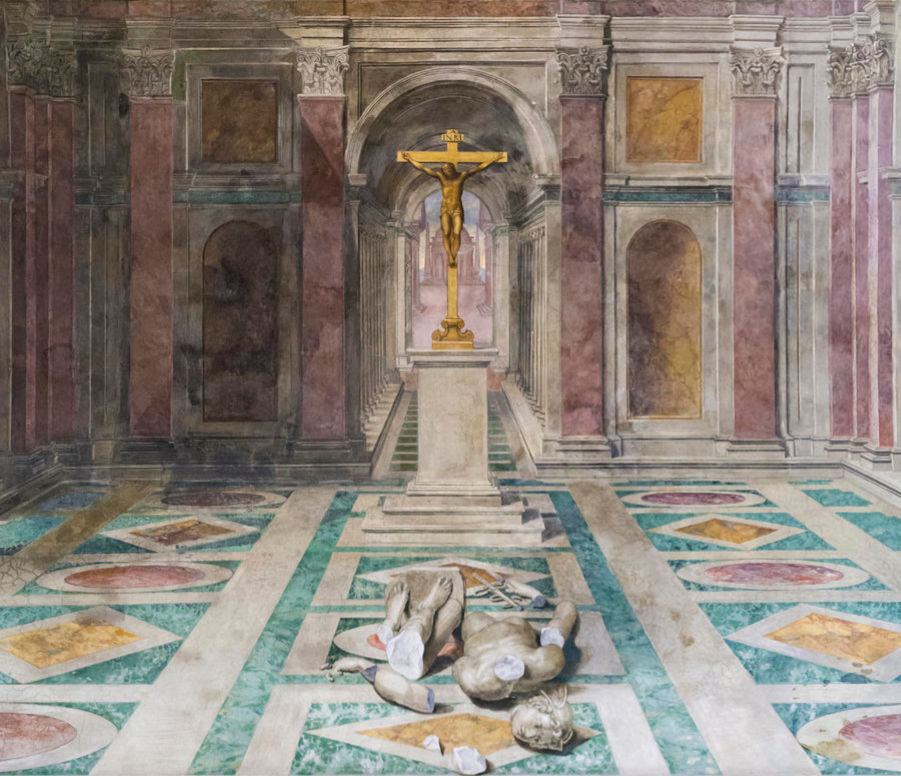
Triomf del Cristianisme, de Tommaso Laureti, de la sala de Constantí del Palau Vaticà.

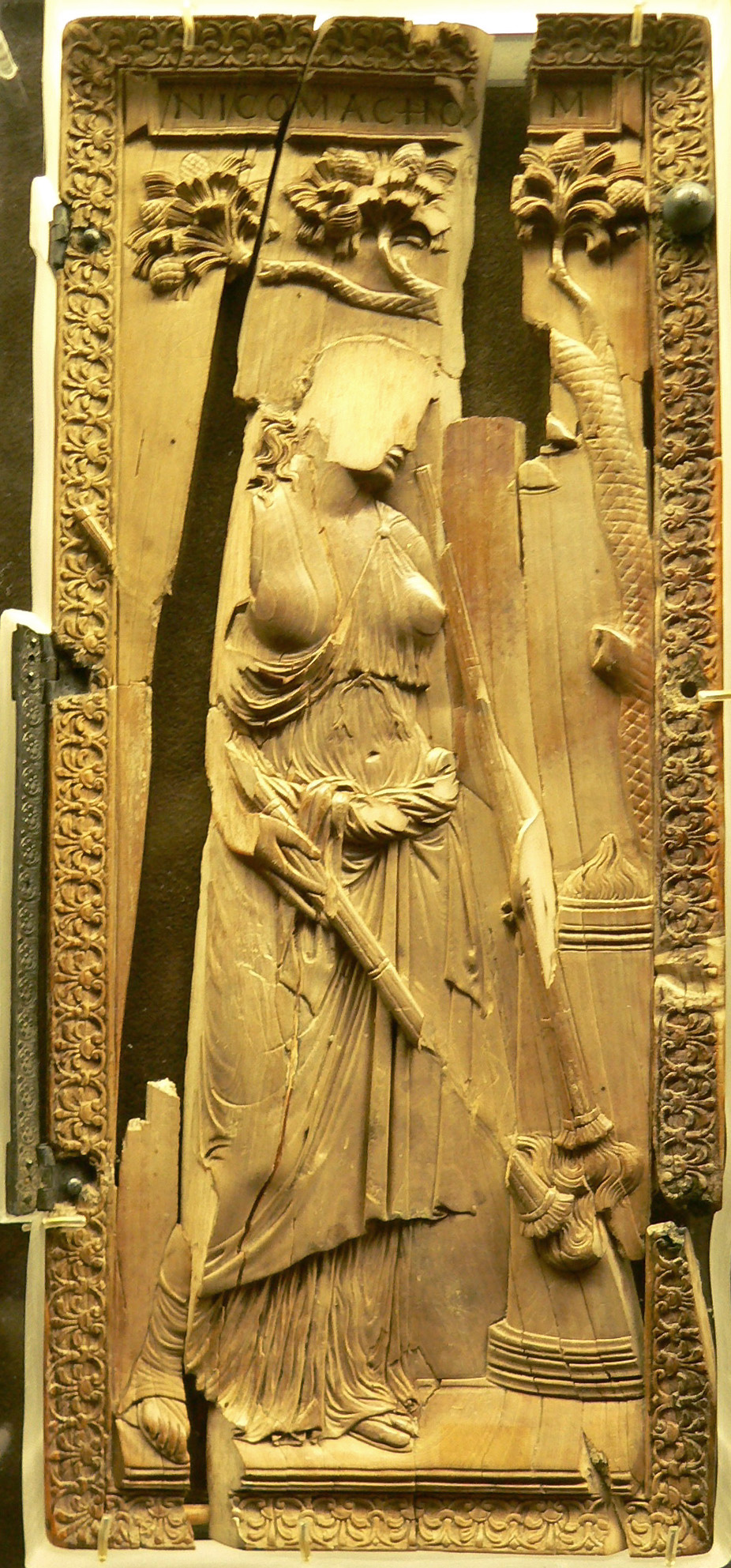
Relleu de Ceres desfigurat i llançat a una font del monestir de Montier-en-Der, on va ser trobat.

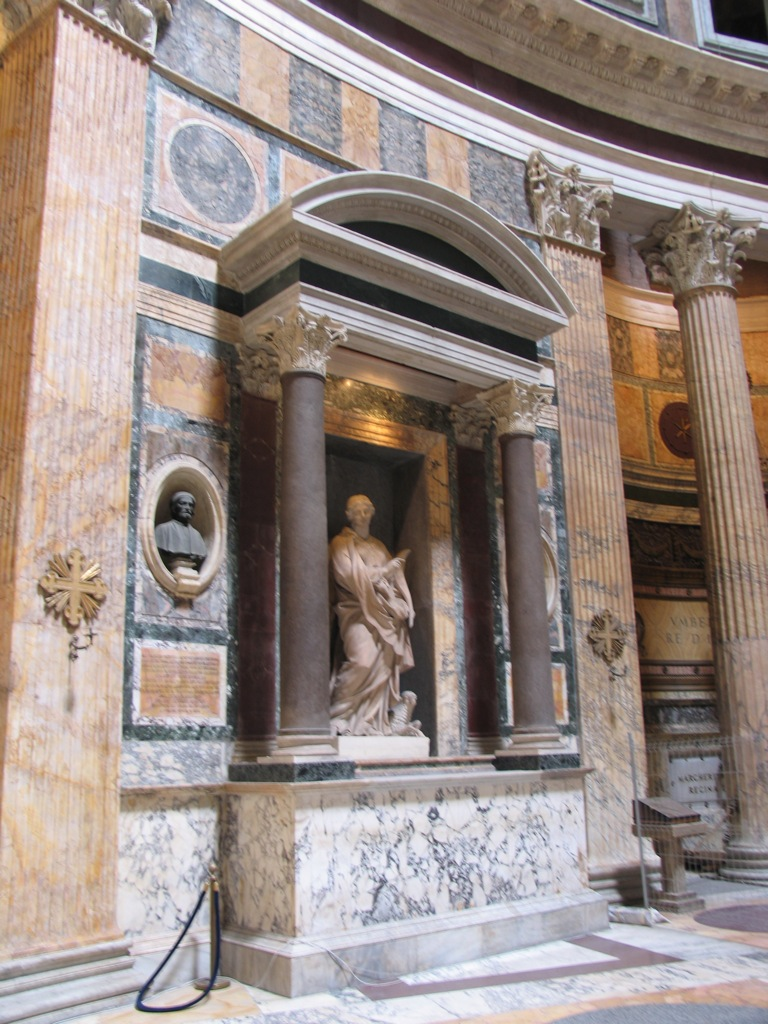
Interior del Panteó d'Agripa, temple romà reconvertit en església.

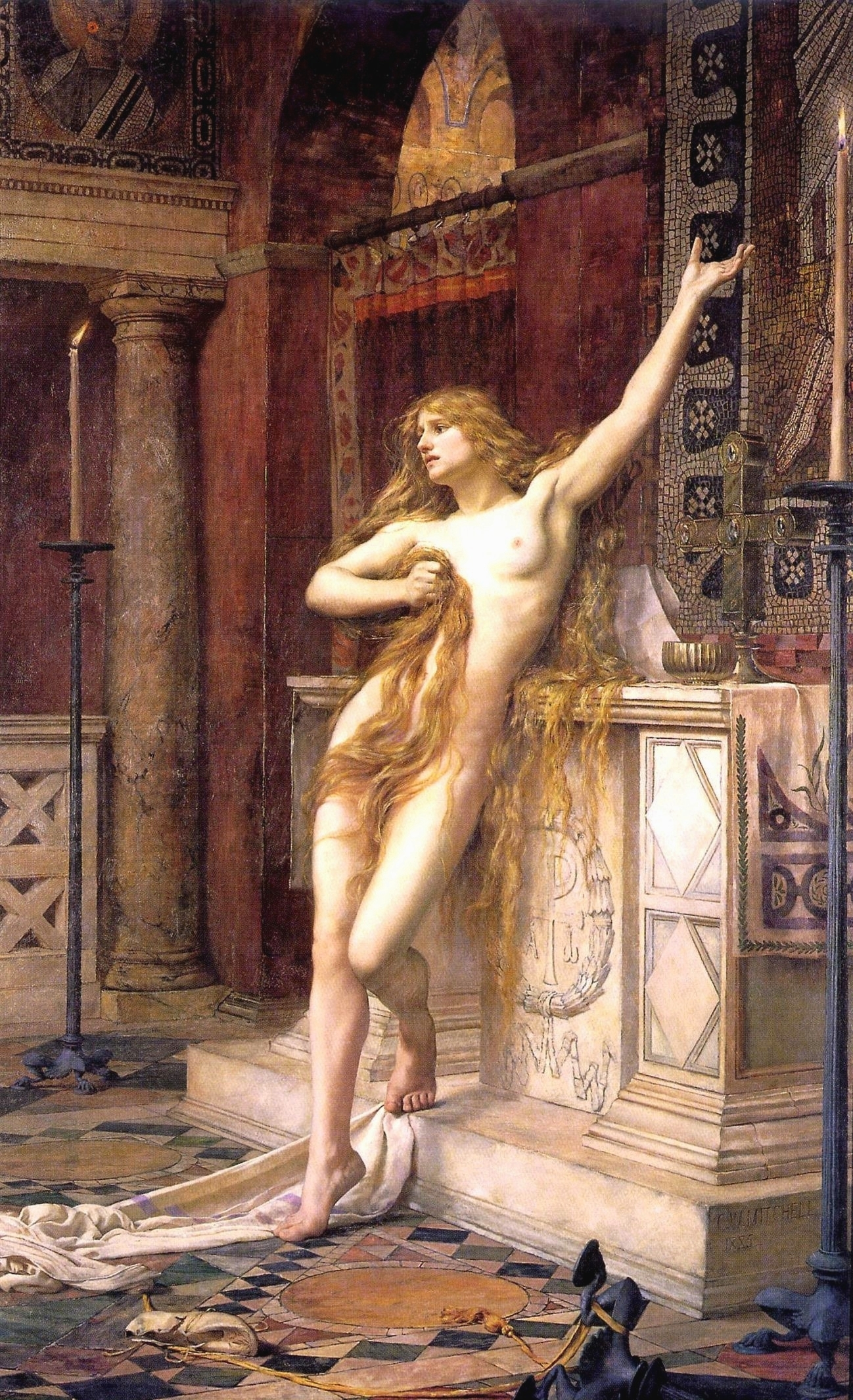
Hipàcia, per Charles William Mitchell, la més famosa víctima durant les revoltes socials a Alexandria.

A mesura que la República Romana, i més tard l'Imperi Romà, s'expandia, va arribar a incloure persones d'una varietat de cultures i religions. Es tolerava i acceptava el culte a un nombre cada vegada més gran de deïtats. El govern, i els romans en general, tendien a ser tolerants amb la majoria de les religions i les pràctiques religioses. Es van prohibir certs ritus que implicaven sacrificis humans i sacrifici d'animals, endevinació, astrologia i necromància.
En opinió de l'historiador catòlic i sacerdot Philip Hughes, algunes religions haurien estat prohibides per raons polítiques més que per zel dogmàtic.

## Tolerància i intolerància religiosa
L'Imperi Romà normalment tolerava altres religions en la mesura que s'ajustessin a les nocions romanes del que significava la religió adequada i si les seves deïtats podien correlacionar-se amb les deïtats romanes. D'altra banda, els romans van produir una sèrie de persecucions contra religions infractores i inconformistes.
A principis del segle III, Dió Cassi va esbossar la política imperial romana cap a la tolerància religiosa:
| «                                   | No només heu d'adorar allò diví a tot arreu i en tots els sentits d'acord amb les nostres tradicions ancestrals, sinó també obligar tots els altres a honrar-ho. A aquells que intenten distorsionar la nostra religió amb ritus estranys els heu d'odiar i castigar, no només pel bé dels déus... sinó també perquè aquestes persones, en introduir noves divinitats, persuadeixen moltes persones a adoptar pràctiques estrangeres, que condueixen a conspiracions, revoltes i faccions, que són totalment inadequades per al monarca". | » |
| — Dion Casio, Hist. Rom. LII.36.1–2 | |   |

## Cultes occidentals

### Bacanals
A 186 aC, el Senat romà va emetre un decret que restringia severament les Bacanals, ritus extàtics celebrats en honor al déu Dionis. Tit Livi registra que aquesta persecució es va deure al fet que "no hi havia res dolent, res flagrant, que no s'hagués practicat entre ells" i que "un nombre més gran van ser executats que empresonats; de fet, la multitud d'homes i dones que han patit en tots dos sentits va ser molt considerable". Livi descriu les percepcions romanes de la secta de les Bacanals (que compartia) en la seva obra  Ab Urbe Condita (38,9-18), entre aquestes descripcions es troben:
| « | El dany no seria greu si haguessin perdut la seva virilitat a causa del seu llibertinatge (la desgràcia recauria principalment sobre ells mateixos) i haguessin evitat la indignació oberta i la traïció secreta. Mai no hi ha hagut un mal tan gegantí a la república, ni un que hagi afectat més nombre o hagi causat més crims. Qualssevol que siguin els casos de luxúria, traïció o crim que hagin passat durant aquests darrers anys, s'han originat, poden estar perfectament segurs, en aquest santuari de ritus impius. Encara no han revelat tots els objectius criminals de la conspiració. Fins ara, la seva associació impia es limita a crims individuals; encara no té prou força per destruir la comunitat. Però el mal avança sigil·losament i creix dia a dia; ja és massa gran per limitar la seva acció a ciutadans individuals; sembla ser suprem a l'Estat. | » |

En una tauleta de bronze trobada a Tiriolo, Itàlia, el 1640, es llegeix un decret romà:
| « | Que a cap d'ells li importi tenir un santuari de Bacus... Que cap home, ja sigui ciutadà romà o aliat llatí o un altre aliat, tingui la intenció d'anar a una reunió de Bacants. Que cap home sigui capellà. Que ningú, home o dona, sigui amo. Que cap tingui la intenció de mantenir un fons comú. Que ningú no tingui la intenció de convertir qualsevol home o dona en funcionari o funcionari temporal. D'ara endavant, ningú no tingui la intenció de conspirar, conspirar, conspirar o fer vots en comú entre ells o jurar lleialtat entre si. Si n'hi ha algun que transgredeixi els decrets abans exposats, se li imposarà la pena capital. – Decret del Senat sobre els ritus de Bacus. | » |

### Druides
Els druides eren vists com essencialment no romans: una prescripció d'August prohibia als ciutadans romans practicar ritus druídics. Plini el Vell informa que sota Tiberi els druides van ser suprimits, juntament amb els endevins i metges celtes, per un decret del Senat, i Claudi va prohibir completament els seus ritus el 54 dC. S'al·legava que els druides practicaven sacrificis humans, una pràctica avorrible per als romans. Plini el Vell va escriure: "És incalculable com de gran és el deute contret amb els romans, els qui van arrasar amb els ritus monstruosos, en què matar un home era el deure religiós més alt i que fos menjat un passaport a la salut."

## Cultes orientals

### Judaisme
Tiberi va prohibir el judaisme a Roma, i Claudi va expulsar els jueus de la ciutat.
La crisi sota Calígula (37-41) ha estat proposada com la “primera ruptura oberta entre Roma i els jueus”, però els problemes ja eren evidents durant el cens de Quirini l'any 6 dC i sota Sejà (abans del 31). El regnat de Gai Calígula (37-41) va ser testimoni de la primera ruptura oberta entre els jueus i l'Imperi julioclaudi. Fins llavors hi havia una atmosfera d'entesa entre els jueus i l'imperi. Aquestes relacions es van deteriorar seriosament durant el regnat de Calígula, i, encara que després de la seva mort la pau va ser exteriorment restablert, una considerable amargor va romandre a banda i banda. Calígula va ordenar que s'erigís una estàtua d'or de si mateix al temple de Jerusalem. Només la mort de Calígula, a mans de conspiradors romans (41), va evitar l'esclat d'una guerra judeo-romana que bé podria haver-se estès a tot l'Orient romà.
Després d'una sèrie de guerres judeo-romanes (66-135), Hadrià va canviar el nom de la província de Judea a Síria-Palestina i de Jerusalem a Aelia Capitolina en un intent d'esborrar els enllaços històrics del poble jueu amb la regió. A més, després de l'any 70, als jueus només se'ls permetia practicar la seva religió si pagaven el Fiscus Judaicus, i després de l'any 135 se'ls prohibia l'entrada a Aelia Capitolina excepte el dia de Tixà be-Av.

### Maniqueisme
La primera reacció i legislació oficial contra el maniqueisme per part de l'Estat romà va tenir lloc sota Dioclecià. En un edicte oficial anomenat De Maleficiis et Manichaeis (302) compilat a la Collatio Legum Mosaicarum et Romanarum i dirigit al procònsol d'Àfrica, Dioclecià va escriure:
| « | Hem sentit que els maniqueus […] han creat sectes noves i fins ara inaudites en oposició als credos més antics per poder rebutjar les doctrines que el favor diví ens va concedir en el passat en benefici de la seva pròpia doctrina depravada. Han sorgit recentment com a monstres nous i inesperats entre la raça dels perses -una nació encara hostil a nosaltres- i s'han introduït al nostre imperi, on estan cometent molts ultratges, pertorbant la tranquil·litat del nostre poble i fins i tot infligint greus danys a les comunitats cíviques. Tenim motius per témer que amb el pas del temps s'esforcin, com sol passar, a infectar els modestos i tranquils de naturalesa innocent amb els costums condemnables i les lleis perverses dels perses com amb el verí d'una (serp) maligna. Ordenem que els autors i líders d'aquestes sectes siguin sotmesos a severs càstigs i, juntament amb els seus abominables escrits, cremats a les flames. Ordenem que els seus seguidors, si continuen recalcitrants, patiran la pena capital i els seus béns seran confiscats pel tresor imperial. I si aquells que s'han passat a aquest credo fins ara inaudit, escandalós i totalment infame, o al dels perses, són persones que ocupen càrrecs públics, o tenen algun rang o condició social superior, vostè se n'ocuparà que les seves propietats siguin confiscades i els infractors enviats a la (pedrera) de Phaeno o a les mines de Proconnesus. I perquè aquesta plaga d'iniquitat sigui completament extirpada d'aquesta nostra feliç època, que la vostra devoció s'afanyi a complir les nostres ordres i mandats. | » |

## Legislació antimàgica
A causa de l'excessiva quantitat de constitucions imperials, l'any 429, l'emperador Teodosi II les va reorganitzar per ordre cronològic en 16 llibres dividits en títols, creant el Codex Theodosianus. S'hi poden veure nombrosos edictes contra la pràctica de màgia, endevinació, sacrificis i altres rituals bàrbars (no romans); la primera legislació antimàgica imperial té el seu origen en el primer emperador Octavi August, que va publicar un edicte pel qual tots els vidents, mags i astròlegs havien de ser expulsats de la ciutat de Roma, i als necromants se'ls havia de donar mort. En temps tardoimperials també es troba edictes antimàgics:
- 317/319 Els mags que usin el seu art en contra de la població seran considerats culpables i seran castigats; en canvi, si usen el seu art per al bé, la llei no els perseguirà (C.T. 9.16.3). Per Constantí I.

- 319 Els endevins no podran accedir a cap llar, ni tan sols si els seus amos són amics seus (CT 9.16.2). Per Constantí I.

- 319 Els endevins no es podran acostar a les residències alienes. Els actes supersticiosos dels endevins es limitaran a les cerimònies públiques (CT 9.16.1). Per Constantí I.

- 356 Es declaren maleïts aquells que practiquin la màgia (CT 9.16.5). Per Constanci II.

- 357 Qualsevol que consulti un endeví per endevinar el futur patirà la pena capital (CT 9.16.4). Per Constanci II.

- 357 La pràctica de la màgia serà castigada amb la tortura sigui quina sigui la classe social del reu (CT 9.16.6). Per Constanci II.

- 364 Queden prohibides l'endevinació i els sacrificis a les hores nocturnes (CT 9.16.7). Per Valentinià I, Valent.

- 373 Ensenyar o aprendre astrologia es castigarà amb la mort (CT 9.16.8). Per Valentinià I, Valent.

- 385 L'endevinació del futur mitjançant l'examen de les entranyes dels sacrificis queda prohibida. Els qui violin aquesta llei seran severament castigats amb la tortura (CT 16.10.9). Per Flavi Gracià, Valentinià II, Teodosi I.

- 389 Si algú sospita d'un altre que practica la màgia ho ha de portar davant dels tribunals (CT 9.16.11). Per Valentinià II, Teodosi, Arcadi.